# 凱殊公園球場
凱殊公園球場（英語：Huish Park）是位於英格蘭西南部森麻實郡約維爾的足球場。自1990年落成後一直是伊奧維的主場球場。凱殊公園可以容納9,565名觀眾，兩個全坐席看台共有5,212個座位，而位於兩邊球门後方則為梯級立席。

## 看台
球場由四座看台組成：
- 「阿古斯特维斯特兰社區看台」（AgustaWestland Community Stand，主看台）是一座懸臂式頂蓋單層全坐席看台，背面設有若干行政廂房和酒吧，後備球員席及球員通道亦在這邊，並設有小型電子記分牌，售票處和球會商店亦在其中。
- 「Screwfix社區看台」（Screwfix Community Stand，東看台）與主看台結構相近，在頂蓋下設有記者室。
- 「撒切尔金牌看台」（Thatchers Gold Stand，主場球迷梯級看台）同樣設有懸臂式頂蓋的梯級看台供主場球迷使用。
- 「確斯路梯級看台」（Copse Road Terrace，作客球迷梯級看台）是體積較小沒有頂蓋的梯級看台，後方設有大型電子記分牌。

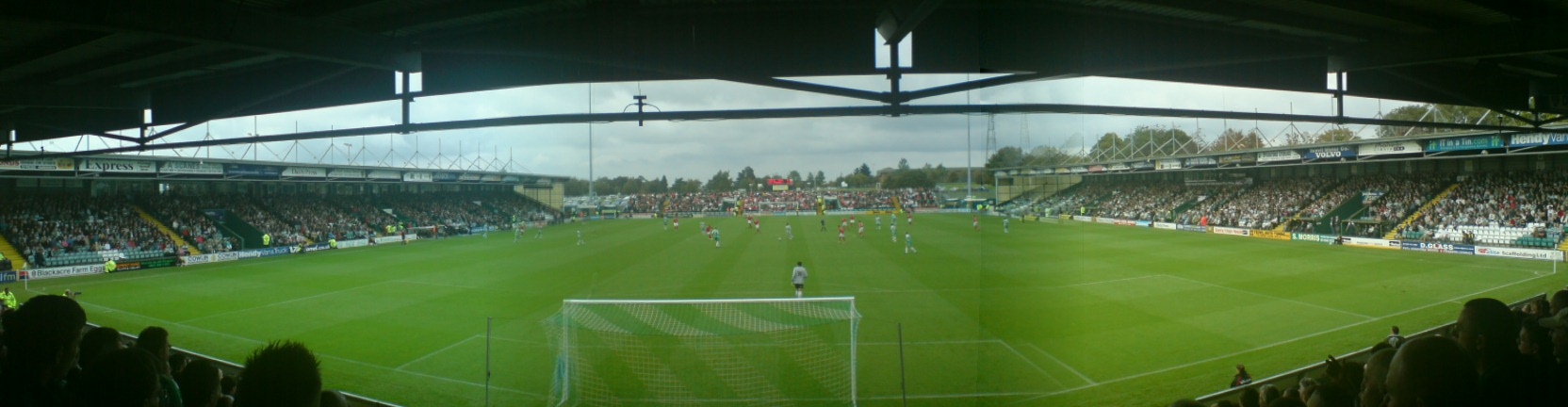
凱殊公園球場內觀

## 國際賽事
凱殊公園曾上演以下的國際賽事：
- 1991年5月22日 英格蘭U18 Vs Wales U18 (3-0)
- 1992年5月17日 England women Vs Iceland women (4-0)
- 1993年11月16日 英格蘭U18 Vs France U18 (3-3)
- 1996年4月23日 英格蘭U18 Vs Scotland U18 (3-0)
- 1999年9月15日 England women Vs France women (0-1)
- 2002年4月24日 England Semi-Pro Vs Netherlands Semi-Pro
- 2007年3月27日 英格蘭U18 Vs Netherlands U18 (4-1)
- 2009年10月15日 英格蘭U16 Vs Wales U16 (1-0)
- 2011年3月25日 England Schools U16 Vs Wales Schools U16 (1-0)

## 圖集

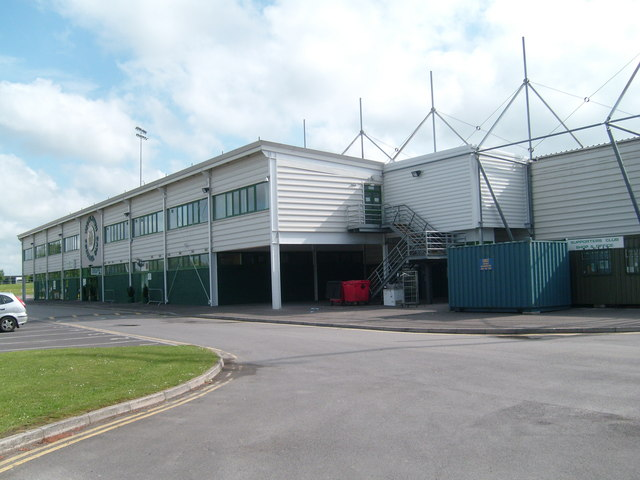
遠望主看台
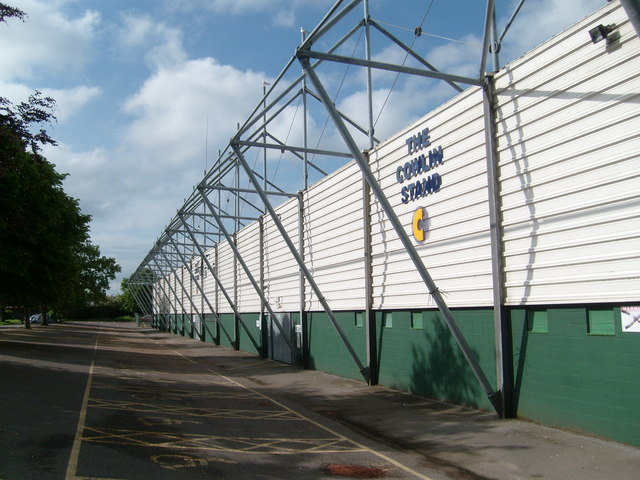
東看台外觀
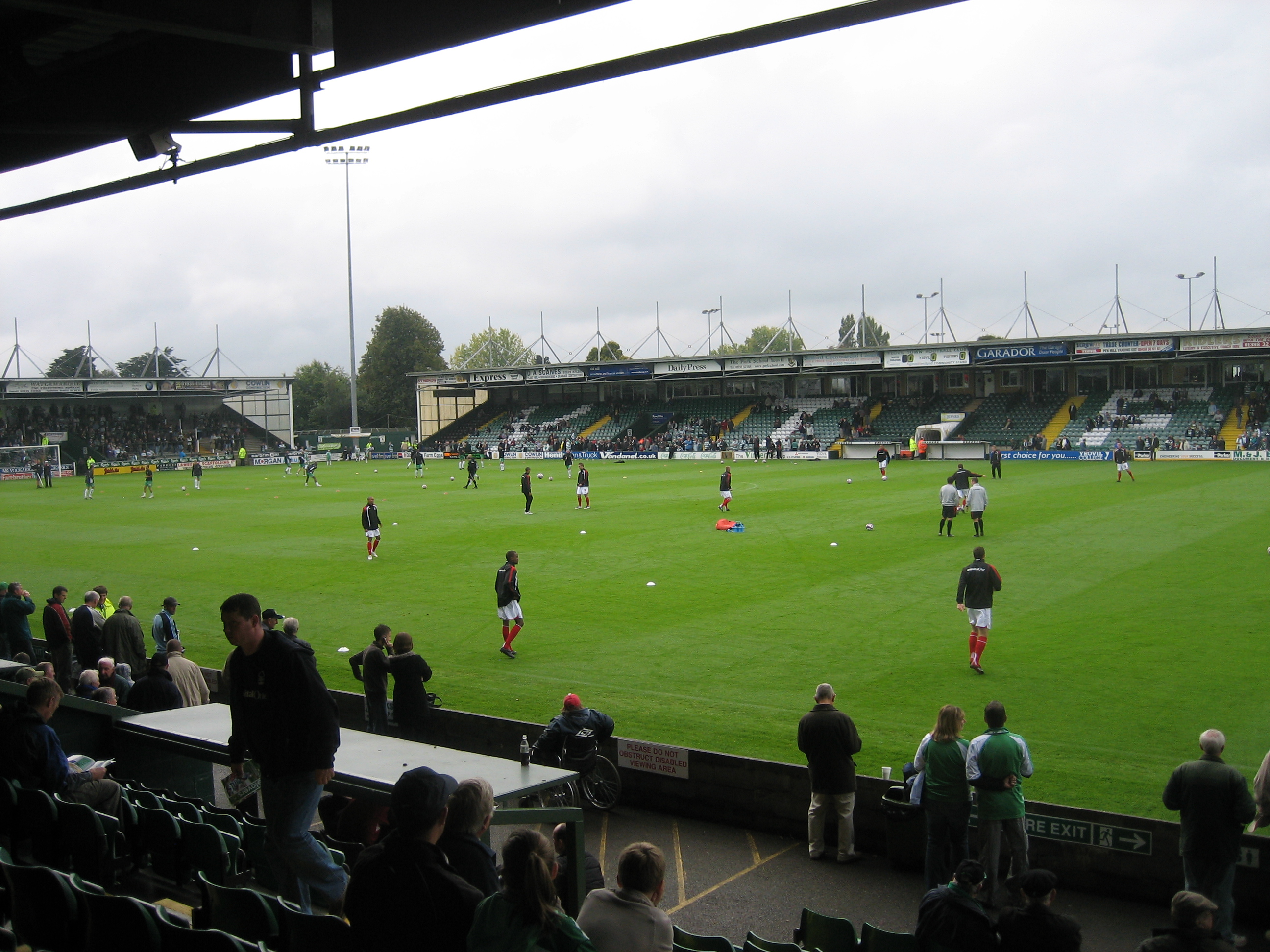
東看台望落草坪
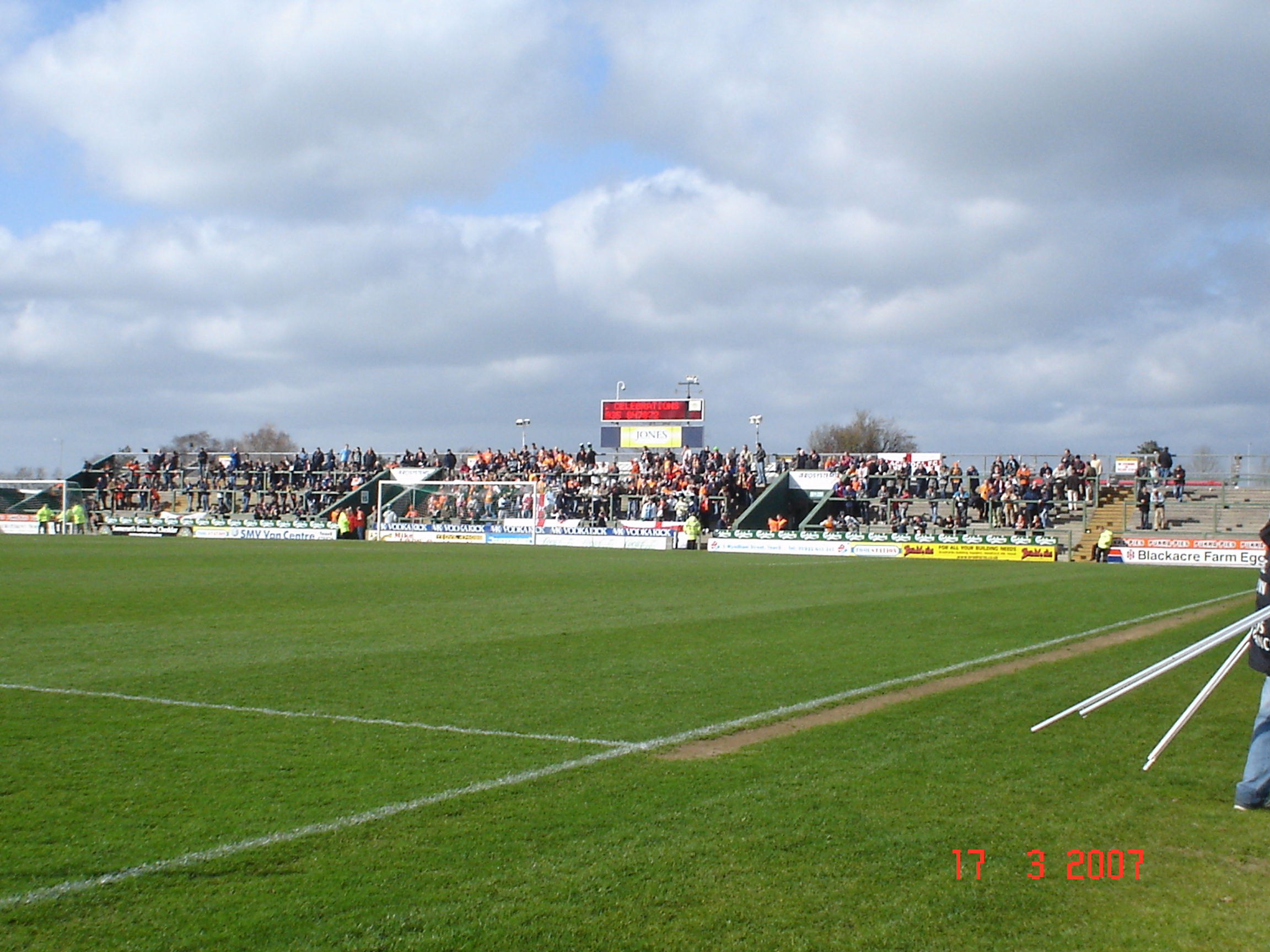
作客球迷看台